# Rhabdepyris
Rhabdepyris is een geslacht van vliesvleugelige insecten van de familie platkopwespen (Bethylidae).

## Soorten
- R. fasciatus Kieffer, 1906
- R. fuscipennis Kieffer, 1906
- R. fuscipes Kieffer, 1906
- R. hemipterus Kieffer, 1906
- R. mymecophilus Kieffer, 1904
- R. pallidinervis Kieffer, 1904
- R. pallidipennis Kieffer, 1906
- R. proximus Kieffer, 1906
- R. reitteri Kieffer, 1906